# Mount Arayat
Mount Arayat is een slapende stratovulkaan op het Filipijnse eiland Luzon met een hoogte van 1026 meter boven zeeniveau. Van deze vulkaan zijn geen uitbarstingen bekend en de laatst vertoonde activiteit dateert vermoedelijk uit het Holoceen. De vulkaan is door het Philippine Institute of Volcanology and Seismology geclassificeerd als een potentieel actieve vulkaan. Het gebied rond de vulkaan vormt het Mt. Arayat National Park.
Mount Arayat ligt midden in een stuk laagland op ruim 16 kilometer ten westen van de stad Angeles. De zuidelijke helling ligt in de gemeente Arayat en de top en de noordelijke helling liggen in de gemeente Magalang.
Volgens de legende is de berg de woonplaats van Mariang Sinukwan, een fee die de flora en fauna van de berg bewaakt.